# 普布利乌斯·科尔内利乌斯·雷恩图卢斯
普布利乌斯·科尔内利乌斯·雷恩图卢斯（拉丁语：Publius Cornelius Lentulus Sura，？—前63年12月5日），古罗马政治家，因参与喀提林阴谋而被处死。
科尔内利乌斯·雷恩图卢斯的绰号Sura的意思是“小腿”。前81年，他被控制罗马的独裁者卢基乌斯·科尔内利乌斯·苏拉指控挪用公款（科尔内利乌斯·雷恩图卢斯是那一年的财务官）。科尔内利乌斯·雷恩图卢斯拒绝承认任何指控，反而高傲地向法官露出小腿表示蔑视（古罗马的男孩在玩球类游戏而闯祸时会被抽打小腿）。 
普布利乌斯·科尔内利乌斯·雷恩图卢斯在前75年当选为裁判官，随后于次年以资深长官的身份被派往西西里任总督。前71年，他被选举为执政官。
前70年，刚刚卸任的科尔内利乌斯·雷恩图卢斯和另外几个政客一起因“不道德”行为而被逐出元老院。这其中可能有政治斗争的因素，因为共和国末期的元老院已极其腐化，许多元老贪婪淫荡。在这种失意的情况下，科尔内利乌斯·雷恩图卢斯加入了喀提林的集团。喀提林是一个平民派的政客，其活动的许多性质现在仍无法判断，但总而言之他是反对当权派的。科尔内利乌斯·雷恩图卢斯则沉醉于一个西比拉神谕（西比拉是一种女先知），该神谕说“将有三位科尔内利乌斯氏族的成员统治罗马城”，雷恩图卢斯认为这指的是卢基乌斯·科尔内利乌斯·苏拉、卢基乌斯·科尔内利乌斯·秦纳和他自己，并因此而飘飘然起来。不久他成为喀提林集团的主要人物之一。
前63年夏天喀提林第3次竞选执政官失败。不久西塞罗即发表第一篇反喀提林演说，指控喀提林企图武力夺权。喀提林被迫逃离罗马，并在意大利各地聚集力量准备武装起事。雷恩图卢斯负责领导喀提林集团中留在罗马城的人，他与另一个重要头目盖乌斯·科尔内利乌斯·凯泰古斯一起，准备谋杀西塞罗并在罗马城中放火。结果这个阴谋因雷恩图卢斯自己的卤莽和轻率而败露。
当时有一个阿洛布羅基人（高卢的一个凯尔特民族）的使节正在罗马。阿洛布羅基人派使者到罗马是为了向元老院控诉当地总督对他们的压迫。科尔内利乌斯·雷恩图卢斯企图得到外部武力支持，于是与该使者接近，希望与其部落结盟，并草率地吐露了自己的计划。结果该使者另有打算，他假装支持阴谋者的计划，设法弄到了几个喀提林集团领袖亲笔签名的文件，随后就向昆图斯·费边·桑加（阿洛布羅基人在罗马的庇护人）告发了这起阴谋。昆图斯·费边·桑加随即通知了西塞罗，后者正不遗余力地向元老院鼓吹喀提林阴谋的严重性并主张镇压喀提林集团。西塞罗得知此事后立刻采取行动，很快罗马城中的喀提林集团成员便全数被捕。西塞罗因为急于行事，未经正式审判而只通过元老院决议就将被抓获的5名喀提林集团领袖判处死刑。这在当时可能是必要的（因为其他阴谋者可能援救他们的同伙），但后来终于给西塞罗带来了政治灾难（不经审判而处死罗马公民属于违法行为）。雷恩图卢斯于前63年12月5日在图利安努姆监狱被处死。

## 资料来源
- 卡西乌斯·迪奥，xxxvii. 30，xlvi. 20
- 普鲁塔克，《西塞罗》，17
- 萨卢斯特，《喀提林》
- 西塞罗，《反对喀提林》，iii.；iv.
- 本条目包含来自公有领域出版物的文本: Chisholm, Hugh (编).  (第11版). London: Cambridge University Press. 1911.

| 前任： 格奈乌斯·科尔内利乌斯·雷恩图鲁斯·克罗狄安努斯 & 卢基乌斯·盖利乌斯·普布利科拉 | 罗马执政官 前71年 与格奈乌斯·奥菲迪乌斯·奥雷斯特斯共职 | 繼任： 马尔库斯·李锡尼·克拉苏·迪维斯 & 格奈乌斯·庞培 |